# Aciculidae
Famille
Synonymes
- Acmaeidae Pollonera, 1950[1]
- Acmidae Pollonera, 1950[1]

Les Aciculidae sont une famille de mollusques gastéropodes terrestres minuscules operculés, c'est-à-dire qu'ils ont un opercule fermant la coquille lorsque l'animal s'y rétracte.

## Liste des genres
Genres appartenant à la famille des Aciculidae:
- Acicula W. Hartmann, 1821
- Menkia Boeters, E. Gittenberger et Subai, 1985
- Platyla Moquin-Tandon, 1856
- Renea Nevill, 1880